# Carl Svensson (idrottsman)
Carl Svensson, mer känd som Calle Sven, född 8 augusti 1879 i Stockholm, död 28 oktober 1956, var en svensk kraftatlet med världsrykte. Calle Sven var också en boxare under den moderna boxningens tidiga historia i Sverige. Han anses vara en av svensk boxnings viktigaste personer och arbetade också med boxning som instruktör, domare och organisatör. I den svenska boxningens historia är han en av de främsta pionjärerna i Sverige för denna sportgren.
Calle Sven som växte upp på Söder i Stockholm, visade redan i tonåren prov på stora kroppskrafter. Hans ungdomstid var rätt stökig och inbegrep rätt många slagsmål mellan rivaliserande gäng. Sitt första rekord satte han redan som artonåring, trots att han då tränat i endast två år. Efter att ha turnerat runt i Sverige, övertalades Calle Sven år 1902 att brottas mot en 600 kg tung cirkusbjörn på Cirkus i Stockholm. Björnen var för säkerhets skull utrustad med munkorg och skinnvantar, men numret höll på att sluta illa för Calle Sven, innan domptörerna lyckades få undan björnen.
År 1904 åkte Calle Sven till USA. Efter en rad olika jobb fick han anställning som tränare i Swedish American Athletic Club i Brooklyn. Där blev han övertalad att ställa upp i en världsmästartävling i Madison Square Garden. Trots att Calle Sven endast vägde ca: 70 kg och tävlade mot atleter på upp emot 150 kg, lyckades han bli tvåa i tävlingen. Vann gjorde en annan svensk, August Johnson. Calle Sven skadade sig och detta förkortade hans amerikanska karriär. I sina memoarer berättar Calle Sven att han i USA var en resande kraftsportman som uppträdde. Mellan åren 1903 till 1908 var han innehavare av svenska amatörmästerskapet i pressning av tyngder. Vid de inofficiella olympiska sommarspelen 1906  kom han på femte plats i enhandslyft och erövrade en bronsmedalj med dragkampslaget. Dragkampslaget var ett tillfälligt sammansatt lag av gymnaster, vilka inte hade haft möjlighet att träna ihop före tävlingen. År 1907 vann Calle Sven vidare all-round mästerskapet i atletik i Eskilstuna.
Som boxare var Calle Sven aktiv åren 1909-1920. Boxningen vid den här tiden var inte organiserad och många boxare, däribland Calle Sven, var utövare i atletik och kraftsport från atletklubbarna i de större städerna som intresserade sig för boxning. Emellertid hade han redan provat på boxning under sin tid i USA. En uppmärksammad professionell boxningsmatch mellan Calle Sven och dansken Carl Pedersen (senare känd som Carl Brisson) skedde i augusti 1914 i Råsunda. Matchen urartade och slutade i ett rent slagsmål. Som organisatör av boxning räknas Calle Sven som Sveriges första promotor. Hans första arrangemang anordnades år 1908.
Calle Sven tjänade för det mesta sitt uppehälle från 1900-talets början till och med 1920-talet som kraftkarl, men även som boxare och brottare. Han började som kraftkarl i ungdomen efter att ha misslyckats med att säkra sig en framtid på arbetsmarknaden. År 1933 ställde han som 54-åring upp i en två månader lång styrketävling på Nöjesfältet i Stockholm och besegrade sina yngre medtävlare. Calle Sven brukade hävda på sin ålders höst: "Vi var starkare förr".